# پشاولی
پشاولی (گرجی: ფშაველი) یک روستا در شهرداری تلاوی در گرجستان است.

## مردم
| سرشماری | جمعیت |
| ------- | ----- |
| ۲۰۰۲    | ۱۹۲۶  |
| ۲۰۱۴    | ۱۶۲۴  |